# Ермаки (Молодечненский район)
Ермаки (бел. Ермакі́) — деревня в Молодечненском районе Минской области Беларуси. Входит в состав Городокского сельсовета. Ермаки расположены в 22 км от Молодечно и в 48 км от Минска.

## История
После подписания Рижского мирного договора (1921) край оказался в составе межвоенной Польши, был образован Вилейский повет, oт 1927  Молодечненский повет Новогрудского воеводства, а с 1926 года Виленского воеводства.
До 2013 года входила в состав Холхловского сельсовета.

## Население

### Динамика
- 2012 год — 17 человек
- 1931 год — 137  жителей, 27 домов[3].
- 1921 год — 140  жителей, 27 домов[4].
- 1866 год — 46  жителей, 6 домов[4].

## Достопримечательность
- Памятник погибшим воинам. В центре деревни. Похоронены 10 воинов, погибших в годы Великой Отечественной войны и 14 жителей, расстрелянных 26.06.1941 года немецко-фашистскими захватчиками. В 1961 году на братской могиле советских воинов и жертв фашизма поставлен памятник — скульптура воина с венком.[5]